# Погонь (Стрий)
«Погонь» Стрий (пол. Pogoń Stryj; офіційна назва Стрийський Спортивний Клуб Погонь Стрий) — польський футбольний клуб зі Стрия.

## Історія

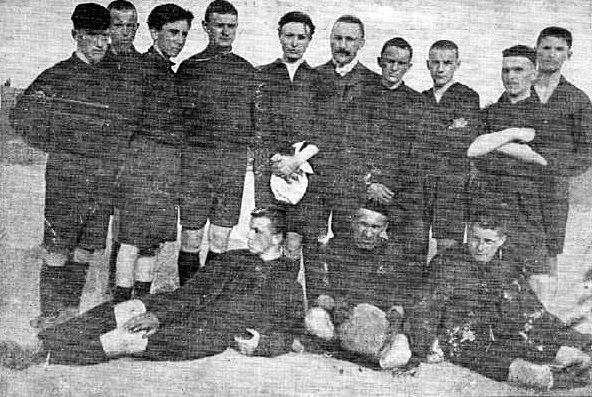
Погонь (Стрий), 1908 рік

Заснований у 1906 році. Один з перших клубів заснованих на заході України, яка тоді входила до складу Польщі.
Клуб ніколи не грав в польській вищій лізі, а його найбільшим досягненням був вихід з станіславського футбольного округу в сезоні 1936 до фази плей-оф, де зазнав нищівної поразки від клубу «Краковія» (0:3 і 0:11). Потім виступав у львівському футбольному окрузі. У вересні 1939 році, коли розпочалась Друга світова війна, клуб припинив існування.

## Титули та досягнення
- Чемпіонат Польщі:
  - чемпіон окружної ліги Станіславського ОЗПН (1): 1936.